# Зельмсдорф
Зельмсдорф (нем. Selmsdorf) — община в Германии, в земле Мекленбург-Передняя Померания.
Входит в состав района Северо-Западный Мекленбург. Подчиняется управлению Шёнбергер Ланд.  Население составляет 2708 человек (на 31 декабря 2010 года). Занимает площадь 36,13 км².